# 9851 Sakamoto
9851 Sakamoto este un asteroid din centura principală de asteroizi.

## Descriere
9851 Sakamoto este un asteroid din centura principală de asteroizi. A fost descoperit pe 24 octombrie 1990 la Kitami de Kin Endate și Kazuro Watanabe. El prezintă o orbită caracterizată de o semiaxă mare de 2,60 ua, o excentricitate de 0,32 și o înclinație de 6,5° în raport cu ecliptica.